# Openbare belijdenis van het geloof
Openbare belijdenis van het geloof, vaak kortweg belijdenis genoemd, is een gebruik binnen een deel van het protestantisme, waarbij een gelovige in het openbaar getuigenis aflegt van zijn of haar geloof. Dit gebeurt doorgaans tijdens een kerkdienst door het positief beantwoorden van enkele vragen. De exacte formulering van deze vragen verschilt per kerk. Na het afleggen van belijdenis is iemand belijdend lid van de kerk en is de toegang open tot het Heilig Avondmaal en het ten doop houden van kinderen.

## Geschiedenis
Tegenover 'Rome' stelden de kerken van de reformatie dat men moest weten wat men geloofde en wat de sacramenten (Doop en Avondmaal) betekenden. Daarom werd (al ging het met moeite) in geheel Nederland het houden van catechisaties en het afleggen van geloofsbelijdenis ingevoerd. De belijdenis van het geloof was dus sterk gekoppeld aan het vieren van het Heilig Avondmaal. Daarom werd het afleggen van geloofsbelijdenis vaak enkele dagen voorafgaand aan de viering van het Avondmaal gehouden.
Bij de geloofsbelijdenis moest volgens Willem Teellinck worden geïnformeerd naar kennis én wedergeboorte. Wilhelmus à Brakel was van mening dat kennis bij de openbare geloofsbelijdenis geloofskennis dient te zijn. Hij wijst een louter uiterlijk belijden af.
Als leerboekje voor de belijdeniscatechese gebruikte men aanvankelijk een boekje van Marten Micron. Later heeft het Kort Begrip van Faukelius een centrale plaats gekregen. De Dordtse synode van 1618-1619 heeft voor de belijdeniscatechese het Kort Begrip van Hermannus Faukelius gesanctioneerd.
Aanvankelijk deed men geloofsbelijdenis voor de kerkenraad of een afvaardiging daarvan. Dit deed men omdat men ervoor terugdeinsde om in het openbaar (in de kerk) geloofsbelijdenis af te leggen. Geleidelijk aan werd het algemeen gebruik om geloofsbelijdenis te midden van de gemeente te doen plaatsvinden. Dikwijls gebeurde dat in de voorbereidingsdienst voor het Heilig Avondmaal.
Wanneer men belijdenis deed (en doet) bestaat uit het met ja beantwoorden van enkele vragen. Er waren (en zijn) verschillende van deze vragen in omloop, zoals de belijdenisvragen van Gisbertus Voetius. Bij deze vragen gaat het om: 1, het belijden van de gereformeerde leer; 2, men belooft christelijk te leven en 3, men belooft zich aan de kerkelijke tucht te onderwerpen.
De belijdenisvragen van Voetius:
1. Verklaart gij de leer onzer kerk, voorzover gij haar geleerd, gehoord en beleden hebt, te houden voor de ware en zaligmakende leer, overeenkomende met de Heilige Schrift?
2. Belooft gij, door de genade Gods, in de belijdenis van de zaligmakende leer volstandig te zullen blijven, en in haar te zullen leven en sterven?
3. Belooft gij, overeenkomstig deze leer, trouw, eerlijk en onberispelijk steeds uw leven te zullen inrichten en uw belijdenis met goede werken te zullen versieren?
4. Belooft gij u aan de vermaning, terechtwijzing en kerkelijke tucht te willen onderwerpen en onderworpen te zullen zijn, indien het gebeurde (wat God verhoede) dat gij u in leer en leven kwaamt te misgaan?
De Christelijke Gereformeerde Kerken hebben een formulier ontworpen dat gelezen kan worden voorafgaand aan de openbare belijdenis van het geloof. De vragen die na het lezen van dit formulier kunnen worden gesteld zijn de volgende:
- Ten eerste: gelooft u dat de waarheid van God, die in zijn Woord geopenbaard is en in de belijdenis van het christelijk geloof is samengevat en die in de gemeente onderwezen wordt, de waarachtige en volkomen leer van de verlossing is, en is het uw voornemen om, door de genade van God, in dit geloof te blijven staan in leven en sterven?
- Ten tweede: hebt u berouw over uw zonden en verootmoedigt u zich voor God en zoekt u het leven buiten uzelf in Jezus Christus? Ziet u er ook naar uit om het Heilig Avondmaal te vieren tot versterking van uw geloof?
- Ten derde: belijdt u dat het uw hartelijk verlangen is, door de kracht van de Heilige Geest, te volharden in de liefde tot de Heere en Hem te dienen naar zijn Woord? Belooft u trouw samen te komen met de gemeente van Christus, u in te zetten voor de opbouw van zijn gemeente en u gewillig te onderwerpen aan het herderlijk opzicht van de kerk? Zult u Jezus Christus met woord en daad belijden in de wereld?[5]

Binnen de Christelijke Gereformeerde Kerken worden echter ook de vragen van Gisbertus Voetius gebruikt.

## Betekenis

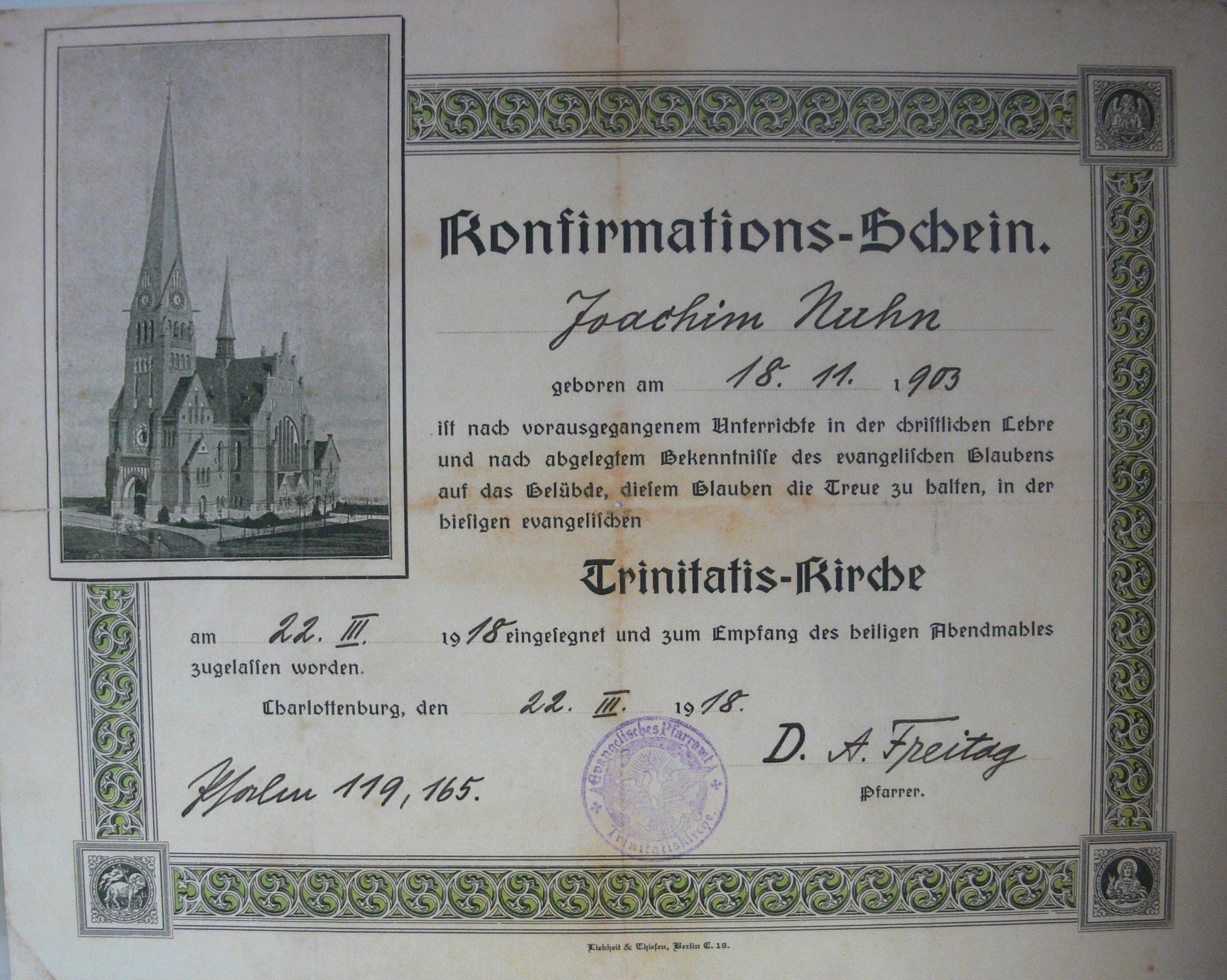
Belijdenis van een 14-jarige lutheraan in Berlijn-Charlottenburg (1918)

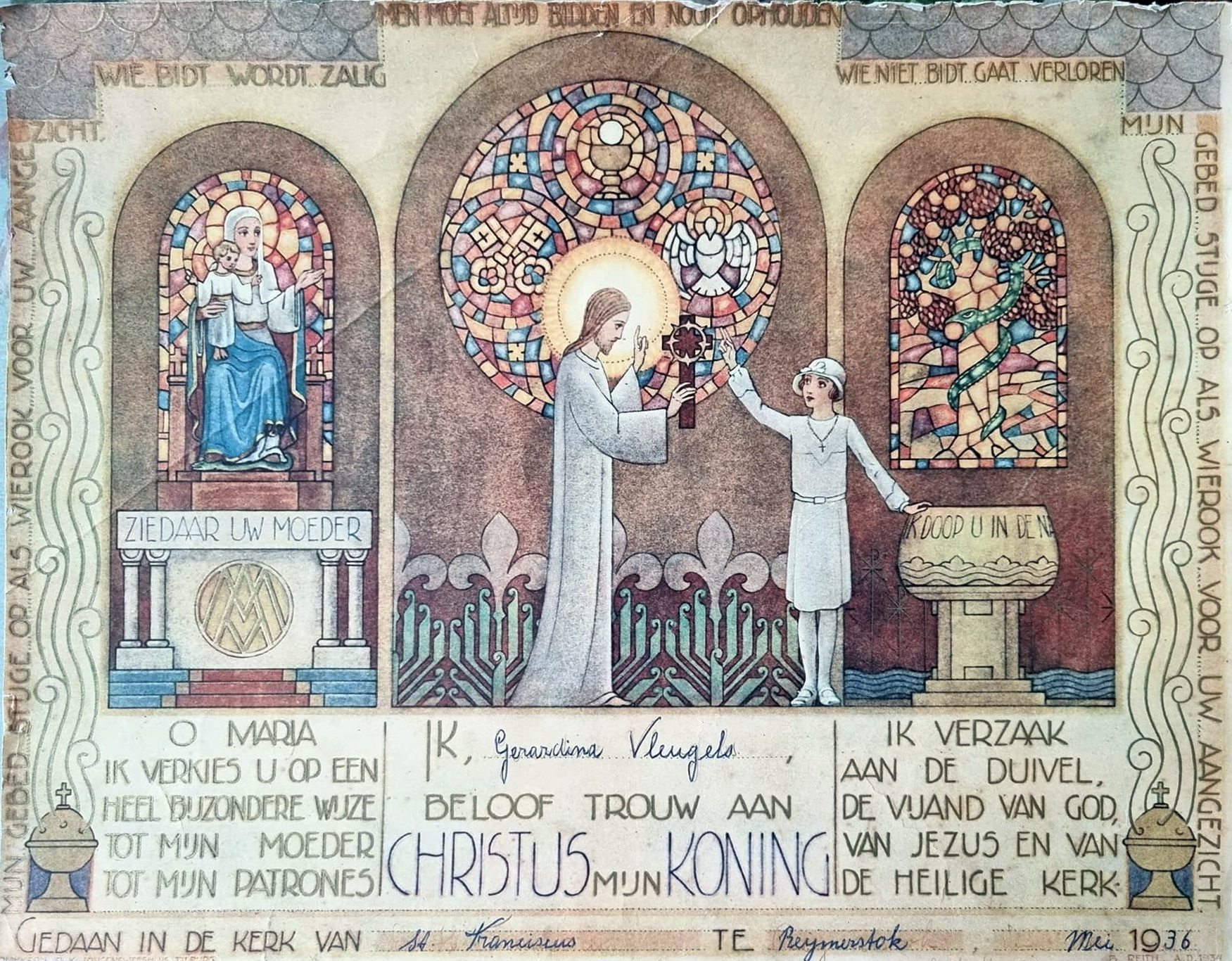
Hernieuwing der doopbeloften door een 12-jarig katholiek meisje in Reijmerstok (1936)

In kerken waarin de kinderdoop gebruikelijk is, bevestigt iemand die kinderdoop desgewenst op latere leeftijd met de aldaar geldende belijdenis van het geloof.
In veel kerken zijn alleen de belijdende leden "volwaardig" lid van de kerk. Dit houdt onder meer in dat alleen zij deel mogen nemen aan het avondmaal, stemrecht hebben en ambten binnen de kerk mogen bekleden. In steeds meer kerken zijn deze beperkingen in de laatste decennia van de twintigste eeuw afgeschaft of versoepeld. Mede hierdoor is in veel kerken de gemiddelde leeftijd waarop mensen belijdenis doen gestegen van 18 à 19 jaar tot ruim boven het 25ste jaar.

### Verschillen met volwassendoop
In kerken waarin wordt gedoopt op grond van een persoonlijke geloofsbelijdenis, vindt een belijdenis van geloof samen met de doop plaats. Vooral omdat de belijdenis als kern van de doop wordt gezien, die daarom ook alleen op een leeftijd van mondigheid kán worden toegediend. Die belijdenis kan een bevestigend beantwoorden van vragen omtrent een vaste belijdenis behelzen, maar kan ook het uitspreken - tijdens de kerkdienst of alleen tegenover de kerkenraad - van een zelfgeschreven verwoording van de persoonlijke geloofsopvatting zijn. Dit laatste is de praktijk bij de 20e-eeuwse Nederlandse doopsgezinden.

### Vormsel en hernieuwing doopbeloften
Belijdenis doen is als initiatie vergelijkbaar met het toegediend krijgen van het sacrament van het vormsel, zoals dat in de Katholieke Kerk wordt gecelebreerd. Volgens de rooms-katholieke sacramentstheologie blijft er echter een wezenlijk verschil, daar de zalving met het heilig chrisma en de handoplegging door de bisschop bij een belijdenis niet worden toegepast. Een ander verschil is dat de belijdenis in de meeste kerken pas na het achttiende jaar wordt afgelegd, terwijl het vormsel rond het twaalfde levensjaar wordt toegediend, meestal wanneer de vormeling de hoogste klas van het lager onderwijs doorloopt. In veel katholieke kerken wordt/werd het toedienen van het vormsel door de bisschop gecombineerd met de hernieuwing der doopbeloften. Daarbij bevestigt de vormeling, met de ene hand op het doopvont en de andere hand omhoog (zie afbeelding), het geloof in Christus en trouw aan de Kerk. De gecombineerde plechtigheid van vormsel en hernieuwing der doopbeloften wordt informeel 'plechtige communie' genoemd. Omdat nog maar weinig jongeren deze stap ondernemen, en ook om degenen die wel hun plechtige communie hebben gedaan er aan te herinneren, wordt tijdens de mis op Paaszaterdag of -zondag de gelegenheid geboden om in een gezamenlijk gebed de doopbeloften te hernieuwen.